# Sinar Kedaton
Sinar Kedaton is een bestuurslaag in het regentschap Ogan Komering Ulu van de provincie Zuid-Sumatra, Indonesië. Sinar Kedaton telt 1369 inwoners (volkstelling 2010).